# I. A. R. Wylie
Ida Alexa Ross Wylie (16 de marzo de 1885 - 4 de noviembre de 1959), conocida por el seudónimo IAR Wylie, fue una novelista, guionista, cuentista, poeta y simpatizante de las sufragistas australiana-británica-estadounidense que tiene el reconocimiento del periodismo y la literatura de su época, y también reconocimiento internacional por sus obras. Entre 1915 y 1953, más de treinta de sus novelas e historias fueron adaptadas al cine, incluida Keeper of the Flame (1942), dirigida por George Cukor y protagonizada por Spencer Tracy y Katharine Hepburn.

## Trayectoria
Wylie nació como Ida Alexa Ross Wylie el 16 de marzo de 1885 en Melbourne, Australia, hija de Ida Millicent Ross (1855-1890), cuyo padre era granjero y del británico Alexander Coghill Wylie (1852-1910). Su padre estuvo endeudado gran parte de su vida y, a menudo, tuvo que huir de sus acreedores. Fue así que en algún momento de la década de 1880, huyó del Reino Unido a Australia, pero no sin antes de que su primera esposa se divorciara de él en 1883 por adulterio y violencia, obteniendo la custodia de sus dos hijos, y tras haberle propuesto matrimonio a la hermana de su exesposa, Christine (que le rechazó). En Australia, pronto se casó con la hija de un granjero llamada Ida Ross. La primera hija de la pareja, IAR Wylie, nació en Melbourne, Australia en 1885, y lleva literalmente el nombre de sus padres: Ida Ross y Alec Wylie. En 1888, el padre regresó a Londres con su nueva esposa y su hijo pequeño, pero Ida Ross lo hizo poco más tarde. Según el libro de Ida Life with George, una "autobiografía poco convencional", el padre retomó la relación con Christine, la hermana de su primera esposa, que se convirtió en la maestra y tutora de la joven Wylie, criándola mientras su padre iba de una crisis a otra. En algún momento, la joven Ida asistió brevemente al Cheltenham Ladies College. En términos de influencia en su desarrollo, "Christine fue sólo la primera de una línea de mujeres que demostraron ser mucho más fuertes y confiables que cualquier hombre en la vida de Ida". Sin embargo, los registros de matrimonio muestran que el tercer matrimonio del padre fue con Adela Maude B de Burgh Lawson, hija de Sir Henry de Burgh Lawson de Gatherley Castle; puede que Adela sea en realidad Christine.

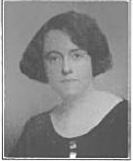
Ida R. Wylie

Después de pasar tres años terminando su periodo escolar en Bélgica, Wylie estudió primero en Inglaterra y luego en Alemania, donde también enseñó y comenzó a escribir. La autoeducación de Wylie en casa hacía que pasara muchas horas inventando sus propias historias para ocupar el tiempo y, a la edad de 19 años, vendió su primer cuento a una revista. Wylie tenía una compañera de cuarto llamada Esme que se había criado en la India y le sirvió de inspiración para escribir historias basadas en los recuerdos de Esme. Wylie llegó a escribir al menos cinco libros basados en la India, The Native Born, or, The Rajah's People (1910); The Daughter of Brahma (1913); Tristram Sahib (1915); The Temple of Dawn (1915); y The Hermit Doctor of Gaya (1916). Mientras vivía en Alemania a principios de la década de 1910, escribió varios libros, entre ellos My German Year (1910); Rambles in the Black Forest (1911); The Germans (1911); y Eight Years in Germany (1914). Su novela, Towards Morning (1918), fue "quizás la primera en inglés en sugerir que no todos los alemanes eran imperialistas malvados".

### Papel en el movimiento sufragista
En 1911, Wylie regresó a Inglaterra, donde vivía en St John's Wood, Londres, y se unió al movimiento sufragista. Proporcionaba un hogar seguro para las mujeres que salían de prisión, donde podían recuperarse de las huelgas de hambre en virtud de la "Ley del gato y el ratón” sin ser vigiladas por la policía. Entabló una relación con la editora de "The Suffragette ", Rachel Barrett, y a mediados de 1913 era una útil "subeditora y limpiadora de botellas". Viajó con Annie, Jessie Kenney y Mary Richardson para pasar una semana en Francia con Christabel Pankhurst. Wylie y Barrett luego viajaron a Edimburgo con la tía de Wylie, Jane, donde Barrett se sometió a una cirugía y vivió bajo un seudónimo para evitar un nuevo arresto. Ambas regresaron a Londres para la Navidad de 1913 y continuaron editando en secreto The Suffragette hasta mayo de 1914, momento en que la policía volvió a allanar las instalaciones de Lincoln's Inn. En 1917, Barrett y Wylie viajaron a Estados Unidos. Compraron un automóvil y recorrieron el país, desde Nueva York hasta San Francisco, California, un viaje notable teniendo en cuenta el estado de las carreteras y los automóviles en aquel momento.

### Hollywood
Wylie finalmente se instaló en Hollywood, California, donde vendió sus historias. Se hicieron más de 30 películas entre 1915 y 1953 basadas en sus obras, incluidas Phone Call from a Stranger (1952) y Torch Song (1953). Su cuento "Grandmother Bernle Learns Her Letters ", publicado en el Saturday Evening Post en 1926, fue filmado dos veces: por John Ford en 1928 como Four Sons, y por Archie Mayo en 1940, también como Four Sons. Probablemente sea más conocida como la autora de la novela que se convirtió en la base de la película La llama sagrada (1942), dirigida por George Cukor y protagonizada por Spencer Tracy y Katharine Hepburn.

### Datos biográficos

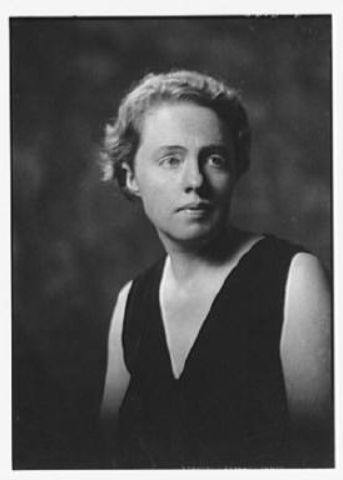

Wylie tuvo una relación con la médica Sara Josephine Baker. Ni Baker ni Wylie se declararon abiertamente lesbianas, pero según el Dr. Bert Hansen, las dos mujeres tenían una relación. Otras escritoras la han identificado como lesbiana, entre ellas Laura Doan, Anne McMay, y Barbara Grier.

En su autobiografía My Life with George, en la que el "George" del título es su ego subconsciente, Wylie dice:
Siempre me han gustado más las mujeres que los hombres. Me siento más a gusto con ellas y me divierten más. También me aburre bastante las relaciones convencionales que parecen implicar dar demasiada importancia a alguien o restarle importancia. Aquí y allá, y especialmente en mis últimos años, cuando ya no debería haber peligro de que intentara conseguir una, he establecido algunas amistades reales con hombres en las que nos encontramos y nos gustamos en igualdad de condiciones como seres humanos. Pero, afortunadamente, nunca he querido casarme con ninguno de ellos, ni, a excepción de ese descarriado granadero alemán, ninguno de ellos ha querido casarse conmigo.
En su autobiografía, reconoce que muchas de sus amigas se refieren a ella como "tío" y, como dice un crítico, su elección de ser reconocida como "IAR Wylie" en lugar de Ida Wylie fue sin duda un intento de restar importancia a su género en las publicaciones.
En la década de 1930, Wylie, Sara Josephine Baker y otra médica pionera, la Dra. Louise Pearce, se establecieron en una propiedad cerca de Skillman, Nueva Jersey, llamada Trevenna Farm. Vivieron allí juntas hasta que Baker murió en 1945, seguida por Pearce y luego Wylie, que murió el 4 de noviembre de 1959 a la edad de 74 años. Wylie y Pearce están enterradas una al lado de la otra en Henry Skillman Burying Ground, el cementerio familiar de Trevenna Farm.

## Obras
- The Native Born, or, The Rajah's People (1910)
- My German Year (1910)
- Rambles in the Black Forest (1911)
- The Germans (1911)
- Dividing Waters (1911)
- In Different Keys (1911)
- The Daughter of Brahma (1913)
- The Red Mirage (1913)
- The Paupers of Portman Square (1913)
- Five Years to Find Out (1914)
- Eight Years in Germany (1914)
- Tristram Sahib (1915)
- The Temple of Dawn (1915)
- Happy Endings (1915)
- The Hermit Doctor of Gaya (1916)
- Armchair Stories (1916)
- The Duchess in Pursuit (1917)
- Toward Morning (1918)
- The Shining Heights (1918)
- All Sorts (1919)
- Holy Fire: And Other Stories (1920)
- Children of Storm (1920)
- Brodie and the Deep Sea (1920)
- Rogues & Company (1921)
- The Dark House (1922)
- Jungle Law (1923)
- Side Shows (1923)
- Ancient Fires (1924)
- Black Harvest (1926)
- The Mad Busman, and Other Stories (1926)
- The Silver Virgin (1929)
- Some Other Beauty (1930)
- The Things We Do, and Other Stories (1932)
- Prelude to Richard (1934)
- To The Vanquished (1934)
- A Feather in Her Hat (1934)
- The Novels of Elinor Wylie (1934)
- The Inheritors, and With Their Eyes Open (1936)
- Furious Young Man (1936)
- The Underpup (1938)
- The Young in Heart (1938)
- My Life With George: An Unconventional Autobiography (1940)
- Strangers Are Coming (1941)
- Keeper of the Flame (1942)
- Flight to England (1943)
- Ho, the Fair Wind (1945)
- Storm in April (1946)
- Where No Birds Sing (1947)
- Candles for Therese (1951)
- The Undefeated (1957)
- Home Are the Hunted (1959)
- Claire Serrat (1959)